# 莽山瑶族乡
莽山瑶族乡，是中华人民共和国湖南省郴州市宜章县下辖的一个乡镇级行政单位。

## 行政区划
莽山瑶族乡下辖以下地区：
黄家塝村、永安村、刘家村、西岭村、塘坊村、钟家村和道洞村。